# Let It Be (album)
 For alternative betydninger, se Let It Be. (Se også artikler, som begynder med Let It Be)
Let It Be er titlen på det sidste album, der blev udsendt med The Beatles, inden gruppen gik i opløsning. Albummet blev udsendt 8. maj 1970, men en stor del af materialet var indspillet allerede i januar 1969, før indspilningen af Abbey Road, men da medlemmerne generelt var utilfredse med musikken, blev det i første omgang skrinlagt. I foråret 1970 fik produceren Phil Spector imidlertid adgang til båndene, og han omarrangerede og omproducerede noget af musikken, så resultatet blev det udsendte album.

## Baggrund
I slutningen af 1968 havde Paul McCartney lyst til at spille live igen, og han foreslog, at gruppen skulle spille en koncert, som skulle optages, og uddrag herfra kunne udsendes på plade. Han fik ikke klar opbakning til dette, men gruppen samledes i januar 1969 for at øve og spille såvel en række gamle numre som nogle nye. Ud over gruppen selv medvirkede Billy Preston i en del af optagelserne.
Man enedes om at spille en uannonceret koncert fra toppen af Apple-studiet i London, og den fandt sted 30. januar. På grund af klager fra naboerne stoppede politiet koncerten i utide, men en række numre blev optaget, og nogle af disse er siden udgivet på blandt andet Let It Be.
På trods af den tilsyneladende velfungerende koncert var spændingerne i gruppen under indspilningerne voldsomme, og gruppen diskuterede en opløsning. På et tidspunkt udvandrede George Harrison, der dog blev overtalt til at komme tilbage nogle dage senere. Flere forhold bidrog til den dårlige stemning, herunder Yoko Onos faste plads i studiet samt et kamerahold, der optog store dele af optagelserne.

## Get Back-albummet
I første omgang blev der sammensat materiale fra indspilningerne til et album, der skulle have titlen Get Back. Der blev lavet hele tre forslag til denne plades indhold, men udsendelsen blev udskudt og i sidste omgang aflyst.
Dette album var tænkt som et "back to roots" album, hvor gruppen ville undgå de mange tekniske finesser (overdubs, mange sammenmiksede spor etc.) og i stedet udsende et album med numre hvert optaget i ét take. Ideen om at vende tilbage til rødderne skulle også afspejles i albummets cover, der var tænkt som en pendant til gruppens første album, Please Please Me, hvor gruppen poserede på samme måde. Fotoet blev senere brugt til opsamlingsalbummet 1967-1970 ("det blå album").

## Det udsendte album
Det album, der med mere end et års forsinkelse omsider blev udsendt, blev en mere sammensat sag. Seks af numrene var liveoptagelser uden overdubs, og heraf stammede de tre numre fra den uannoncerede koncert på toppen af Apple-bygningen, mens de tre resterende var indspillet i én optagelse i studiet. Fem af de øvrige numre var nu produceret af Spector med overdubs og andre finesser, men stadig baseret på januar-optagelserne, og endelig var Across the Universe baseret på en optagelse tilbage fra 1968.
Albummet blev udsendt i et par versioner, heraf en med en tilhørende fotobog med billeder fra filmen, der også var blevet udsendt.

### Numre på albummet

#### Side 1
1. Two of Us
2. Dig a Pony
3. Across the Universe
4. I Me Mine
5. Dig It
6. Let It Be
7. Maggie Mae

#### Side 2
1. I've Got a Feeling
2. One After 909
3. The Long and Winding Road
4. For You Blue
5. Get Back

Alle numre er skrevet af Lennon-McCartney, bortset fra I Me Mine og For You Blue, skrevet af Harrison, Dig It, skrevet af alle fire, samt Maggie Mae, der er et traditionelt nummer arrangeret af den samlede gruppe.

## Andre udgivelser af materialet
Store dele af materialet fra indspilningerne er ud over i den endeligt udsendte albumversion senere blevet tilgængeligt i piratudgaver, heriblandt Get Back-albummet. År efter opløsningen af gruppen er dele af materialet også udsendt mere officielt, og i 2003 lod McCartney udsende Let It Be... Naked, som var et cd-album bestående af størstedelen af de udsendte numre, men i en version, der lå tættere på de oprindelige planer, dvs. uden Spector-lyden. Som bonusmateriale indeholdt albummet desuden en cd med uddrag af de rå studieoptagelser med både musik og snak.